# Бутешть (Телеорман)
Бутешть, Бутешті (рум. Butești) — село у повіті Телеорман в Румунії. Входить до складу комуни Сіліштя.
Село розташоване на відстані 57 км на захід від Бухареста, 47 км на північ від Александрії, 124 км на схід від Крайови, 141 км на південь від Брашова.

## Населення
За даними перепису населення 2002 року у селі проживали 862 особи.
Національний склад населення села:
| Національність | Кількість осіб | Відсоток |
| -------------- | -------------- | -------- |
| румуни         | 855            | 99,2%    |
| цигани         | 7              | 0,8%     |

Рідною мовою назвали:
| Мова      | Кількість осіб | Відсоток |
| --------- | -------------- | -------- |
| румунська | 855            | 99,2%    |
| циганська | 7              | 0,8%     |